# Rajd Francji 2016

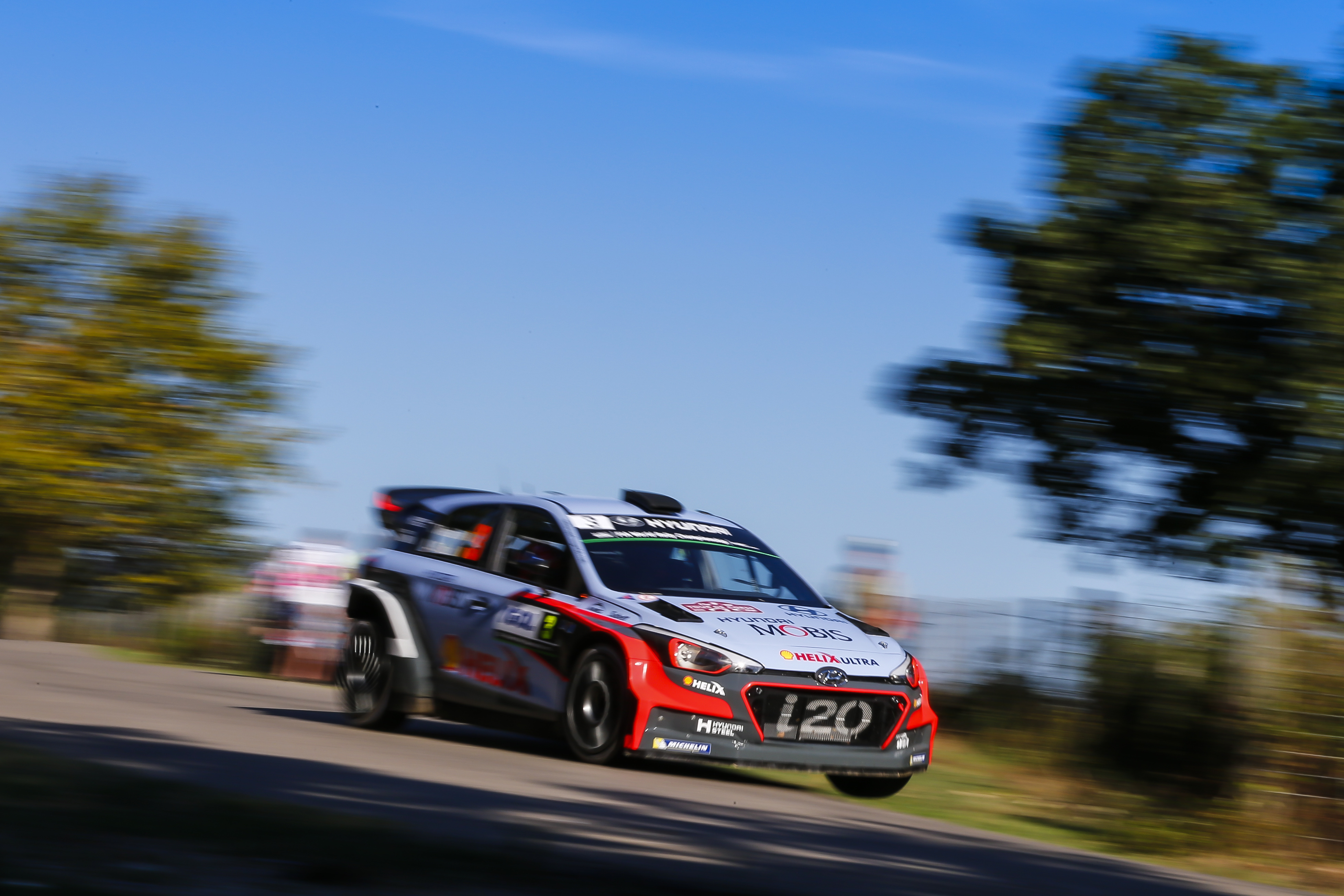
Thierry Neuville podczas Rajdu Francji 2016

Rajd Francji 2016 (59. Tour de Corse ) – Rajd Francji rozgrywany na Korsyce od 29 września do 2 października 2016 roku. Był jedenastą rundą Rajdowych Mistrzostw Świata w roku 2016. Rajd był rozgrywany na nawierzchni asfaltowej.

## Zwycięzcy odcinków specjalnych[3]
| Dzień | Numer odcinka | Nazwa odcinka                             | Długość  | Zwycięzca odcinka                 | Samochód              | Czas    | Lider rajdu     |
| ----- | ------------- | ----------------------------------------- | -------- | --------------------------------- | --------------------- | ------- | --------------- |
| 1     | SS1           | Acqua Doria - Albittreccia 1              | 49.72 km | Sébastien Ogier                   | Volkswagen Polo R WRC | 30:24.1 | Sébastien Ogier |
| 1     | SS2           | Plage du Liamone - Sarrola-Carcopino 1    | 29.12 km | Sébastien Ogier                   | Volkswagen Polo R WRC | 18:39.6 | Sébastien Ogier |
| 1     | SS3           | Acqua Doria - Albittreccia 2              | 49.72 km | Sébastien Ogier                   | Volkswagen Polo R WRC | 30:11.6 | Sébastien Ogier |
| 1     | SS4           | Plage du Liamone - Sarrola-Carcopino 2    | 29.12 km | Sébastien Ogier                   | Volkswagen Polo R WRC | 18:37.5 | Sébastien Ogier |
| 2     | SS5           | Orezza - La Porta - Valle di Rostino 1    | 53.72 km | Kris Meeke                        | Citroën DS3 WRC       | 35:36.5 | Sébastien Ogier |
| 2     | SS6           | Novella - Pietralba 1                     | 30.80 km | Sébastien Ogier Andreas Mikkelsen | Volkswagen Polo R WRC | 18:26.2 | Sébastien Ogier |
| 2     | SS7           | Orezza - La Porta - Valle di Rostino 2    | 53.72 km | Sébastien Ogier                   | Volkswagen Polo R WRC | 35:38.1 | Sébastien Ogier |
| 2     | SS8           | Novella - Pietralba 2                     | 30.80 km | Thierry Neuville                  | Hyundai i20 WRC       | 19:06.1 | Sébastien Ogier |
| 3     | SS9           | Antisanti - Poggio di Nazza               | 53.78 km | Kris Meeke                        | Citroën DS3 WRC       | 33:11.6 | Sébastien Ogier |
| 3     | SS10          | Porto-Vecchio - Palombaggia (Power-Stage) | 10.42 km | Kris Meeke                        | Citroën DS3 WRC       | 6:09.0  | Sébastien Ogier |

## Wyniki końcowe rajdu
| Miejsce                | Nr sam. | Kierowca           | Pilot            | Zespół                           | Samochód              | Klasa | Czas      | Strata   | Punkty |
| ---------------------- | ------- | ------------------ | ---------------- | -------------------------------- | --------------------- | ----- | --------- | -------- | ------ |
| Klasyfikacja generalna |         |                    |                  |                                  |                       |       |           |          |        |
| 1                      | 1       | Sébastien Ogier    | Julien Ingrassia | Volkswagen Motorsport            | Volkswagen Polo R WRC | WRC   | 4:07:17.0 |          | 26     |
| 2                      | 3       | Thierry Neuville   | Nicolas Gilsoul  | Hyundai Motorsport               | Hyundai i20 WRC       | WRC   | 4:08:03.4 | +46.4    | 18     |
| 3                      | 9       | Andreas Mikkelsen  | Anders Jæger     | Volkswagen Motorsport II         | Volkswagen Polo R WRC | WRC   | 4:08:27.0 | +1:10.0  | 17     |
| 4                      | 2       | Jari-Matti Latvala | Miikka Anttila   | Volkswagen Motorsport            | Volkswagen Polo R WRC | WRC   | 4:08:52.6 | +1:35.6  | 12     |
| 5                      | 8       | Craig Breen        | Scott Martin     | Abu Dhabi Total World Rally Team | Citroën DS3 WRC       | WRC   | 4:09:35.6 | +2:18.6  | 10     |
| 6                      | 20      | Hayden Paddon      | John Kennard     | Hyundai Motorsport N             | Hyundai i20 WRC       | WRC   | 4:09:53.1 | +2:36.1  | 8      |
| 7                      | 4       | Dani Sordo         | Marc Martí       | Hyundai Motorsport               | Hyundai i20 WRC       | WRC   | 4:10:23.9 | +3:06.9  | 6      |
| 8                      | 6       | Eric Camilli       | Benjamin Veillas | M-Sport World Rally Team         | Ford Fiesta RS WRC    | WRC   | 4:12:10.9 | +4:53.9  | 4      |
| 9                      | 5       | Mads Østberg       | Ola Fløene       | M-Sport World Rally Team         | Ford Fiesta RS WRC    | WRC   | 4:12:54.7 | +5:37.7  | 2      |
| 10                     | 12      | Ott Tänak          | Raigo Mõlder     | DMACK World Rally Team           | Ford Fiesta RS WRC    | WRC   | 4:13:43.6 | +6:26.6  | 1      |
|                        |         |                    |                  |                                  |                       |       |           |          |        |
| 16                     | 7       | Kris Meeke         | Paul Nagle       | Abu Dhabi Total World Rally Team | Citroën DS3 WRC       | WRC   | 4:29:52.2 | +22:35.2 | 3      |

1. ↑  Oznaczenie WRC w klasie informuje, iż tylko ci kierowcy zdobywali punkty dla swoich zespołów liczonych w klasyfikacji producentów na koniec sezonu.

## Klasyfikacja po 10 rundach
Tabele przedstawiają tylko pięć pierwszych miejsc.

### Kierowcy
| Lp. | Kierowca           | Pkt |
| --- | ------------------ | --- |
| 1   | Sébastien Ogier    | 195 |
| 2   | Andreas Mikkelsen  | 127 |
| 3   | Thierry Neuville   | 112 |
| 4   | Hayden Paddon      | 102 |
| 5   | Jari-Matti Latvala | 101 |

### Producenci
| Lp. | Producent                | Pkt |
| --- | ------------------------ | --- |
| 1   | Volkswagen Motorsport    | 293 |
| 2   | Hyundai Motorsport       | 226 |
| 3   | Volkswagen Motorsport II | 136 |
| 4   | M-Sport World Rally Team | 132 |
| 5   | Hyundai Motorsport N     | 106 |